# Andrea Volpi
Andrea Volpi (Roma, 28 aprile 1981) è un politico italiano.

## Biografia
Consulente aziendale, è eletto ininterrottamente dal 2007 nel consiglio comunale di Lanuvio, ricoprendo anche la carica di assessore dal 2012 al 2022 e di vicesindaco dal 2017 al 2022. È stato eletto per tre volte consecutive come consigliere metropolitano di Roma Capitale dal 2015 al 2022.
Il 14 giugno 2022 è eletto sindaco di Lanuvio.
Alle elezioni politiche del 2022 viene eletto deputato nel collegio plurinominale Lazio 1-02 per Fratelli d'Italia. In Parlamento è componente della Commissione XI lavoro pubblico e privato della Camera dei deputati, e componente e capogruppo di Fratelli d'Italia nella Commissione parlamentare d'inchiesta sulla morte di David Rossi.